# Knattspyrnufélag Breiðholts
Knattspyrnufélag Breiðholts, auch KB, ist eine isländische Fußballmannschaft in Breiðholt, was zur Hauptstadt Reykjavík gehört. KB ist als Art Reserveteam von Leiknir Reykjavík gedacht und besitzt keine Jugendmannschaft. Es wurde 2007 gegründet. 2020 spielte die Mannschaft in der vierthöchsten Spielklasse Islands.

## Ehemalige Spieler
- Freyr Alexandersson (* 1982), Co-Trainer der isländischen Fußballnationalmannschaft